# Industria farmaceutică

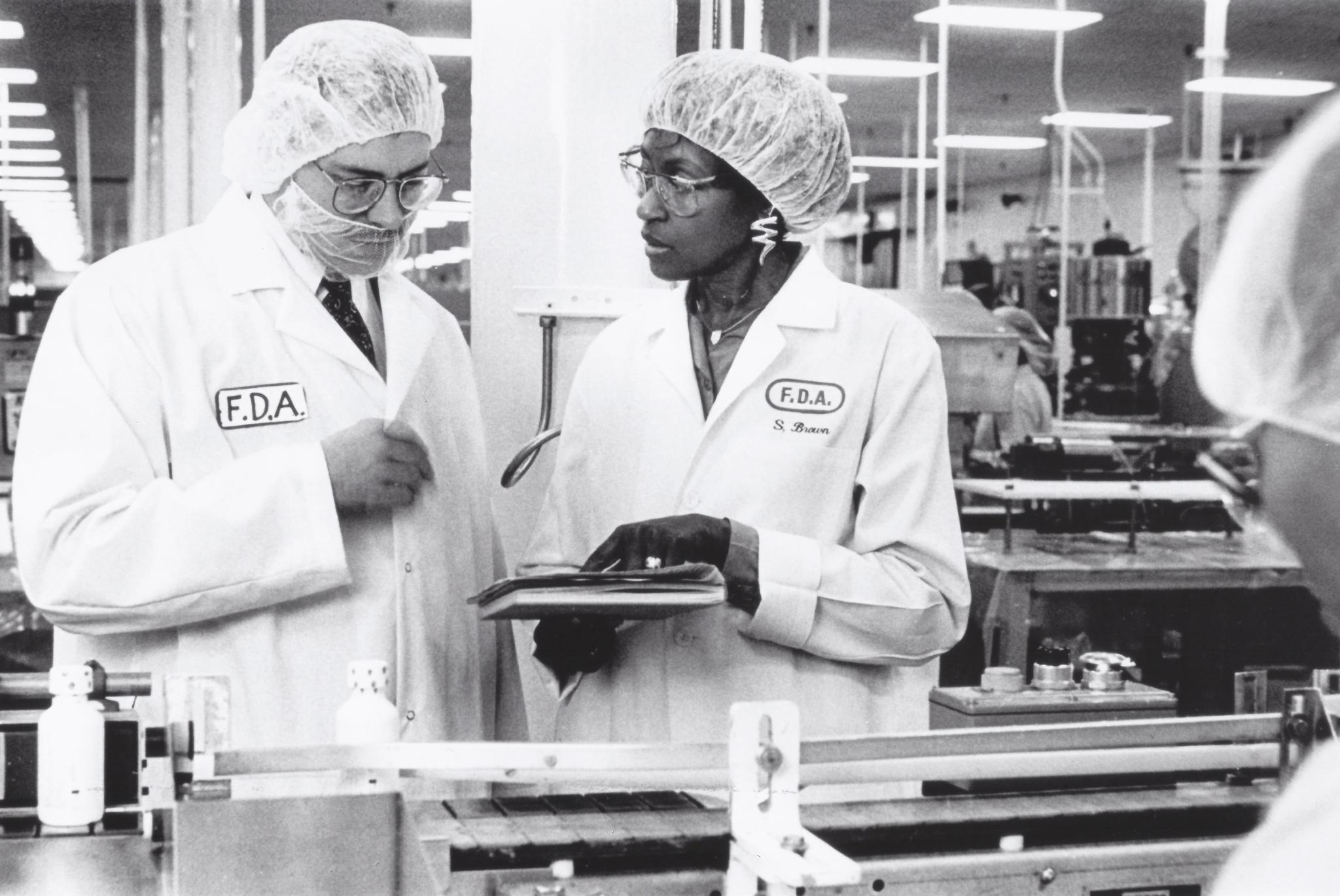
O inspecție asupra fabricării medicamentelor de către FDA, în anii 1990

Industria farmaceutică cuprinde toate procesele de descoperire, dezvoltare, producție, comercializare și marketing a medicamentelor și a produselor farmaceutice. În industria farmaceutică, produsele pot să fie medicamente generice sau medicamente originale, aflându-se sub incidența legilor în ceea ce privește brevetarea, testarea, siguranța, eficacitatea și comercializarea.